# 上松特海姆
上松特海姆是德国巴登-符腾堡州的一个市镇。总面积54.83平方公里，总人口4752人，其中男性2365人，女性2387人（2011年12月31日），人口密度87人/平方公里。